# Bronisław Komorowski
Pour les articles homonymes, voir Bronisław Komorowski (homonymie) et Komorowski.
Ne doit pas être confondu avec Bronisław Komorowski (prêtre).
Bronisław Maria Komorowski (prononcer /brɔˈɲiswaf kɔmɔˈrɔfskʲi/ ), né le 4 juin 1952 à Oborniki Śląskie (Basse-Silésie), est un homme d'État polonais. Il est président de la République de 2010 à 2015.
Issu d'une famille noble, il s'oppose dans sa jeunesse au régime communiste, ce qui lui vaut d'être brièvement emprisonné. Il est élu député en 1991 et appartient à différents partis centristes (UD, UW, SKL).
Ministre de la Défense de 2000 à 2001 dans le gouvernement Buzek, il adhère à la formation libérale et pro-européenne Plate-forme civique, avant d'accéder à la présidence de la Diète après la victoire de son camp aux élections parlementaires de 2007.
À la suite de la mort de Lech Kaczyński dans un accident d'avion en avril 2010, il devient président de la république par intérim. Trois mois plus tard, il remporte le second du scrutin anticipé face au frère jumeau du défunt président, Jarosław Kaczyński, avec 54 % des voix. Il est le premier chef de l'État de la Troisième République à ne pas connaître de cohabitation.
Briguant un second quinquennat lors de l'élection présidentielle de 2015, il est battu par le national-conservateur Andrzej Duda, réunissant 48,5 % des suffrages au second tour. Il est le premier président sortant battu depuis Lech Wałęsa, et n'intervient plus guère dans le débat public par la suite.

## Situation personnelle

### Origines, famille et études

Armes de la famille Komorowski.

Fils du comte Zygmunt Leon Komorowski et de Jadwiga Szalkowska, Bronisław Komorowski est issu d'une famille noble originaire de la Haute Lituanie. Parmi ses lointaines cousines se trouve la reine Mathilde, épouse de Philippe de Belgique, dont la mère est issue de la famille Komorowski,.
Jusqu'à ses études supérieures, Bronisław Komorowski fait partie du mouvement scout polonais. En 1977, il termine ses études d'histoire et sort diplômé de l'université de Varsovie. La même année, il épouse Anna Dembowska, avec laquelle il a cinq enfants : Zofia Aleksandra (1979), Tadeusz Jan (1981), Maria Anna (1983), Piotr Zygmunt (1986) et Elżbieta Jadwiga (1989).
Jusqu'en 1980, il est l'un des éditeurs du journal Słowo Powszechne.

### Engagement anticommuniste
Militant convaincu contre la République populaire de Pologne, Bronisław Komorowski est interné au mois de décembre 1981, comme d'autres militants de l'opposition démocratique, à la suite de l'instauration de l'état de siège.
De plus, de crainte de renforcer le pouvoir communiste, il est opposé à la Table ronde organisée entre celui-ci et le syndicat Solidarność et boycotte les premières législatives libres, organisées en 1989.

## Parcours politique

### Débuts

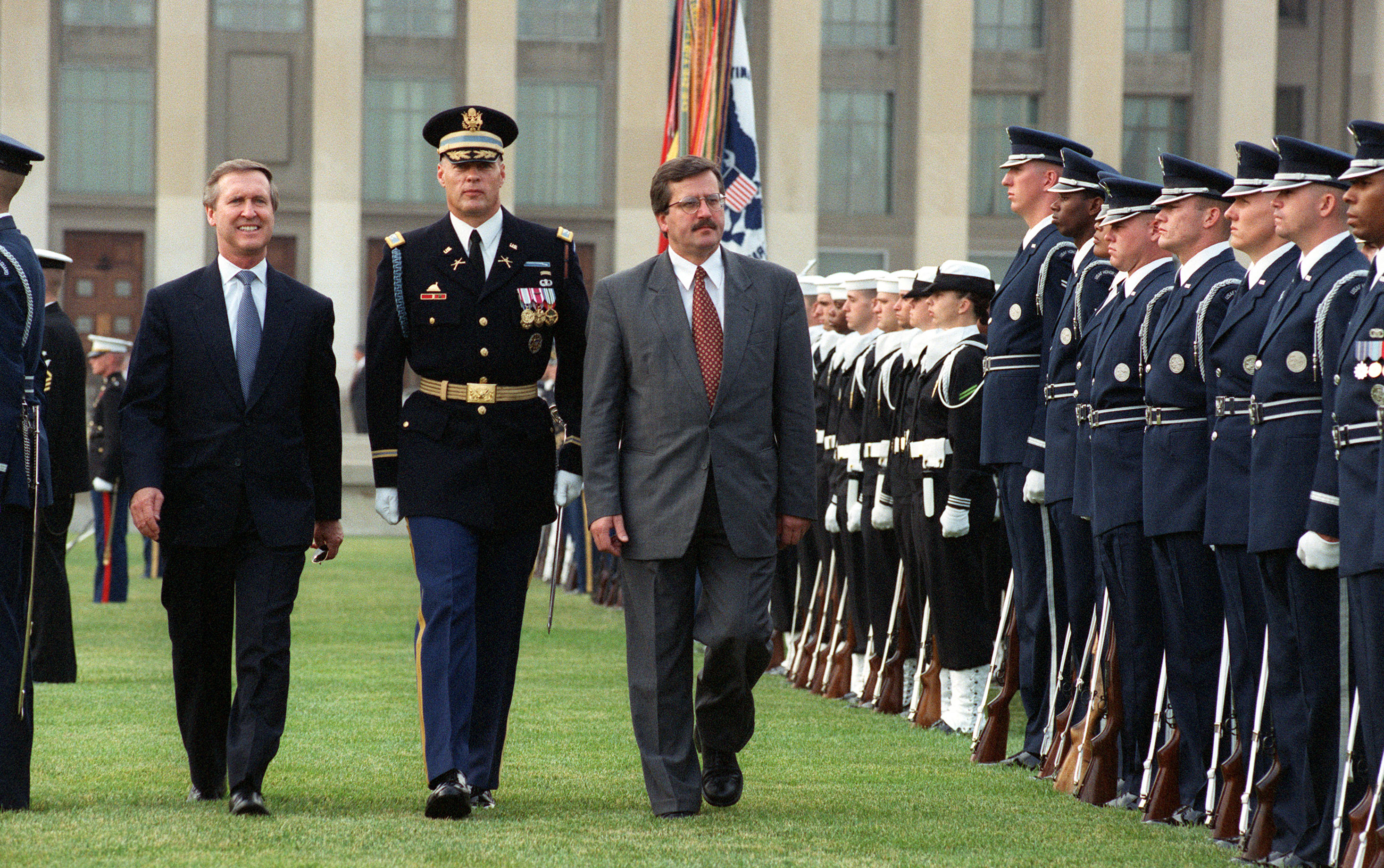
Bronisław Komorowski, ministre de la Défense nationale, avec son homologue américain, William Cohen, en novembre 2000.

Candidat de l'Union démocratique, Komorowski est élu député en 1991 et 1993. Il est une nouvelle fois réélu en 1997, sous l'étiquette Action électorale de solidarité (AWS). Jusqu'en 2000, il préside la commission parlementaire de la Défense nationale.
De 2000 à 2001, il est ministre de la Défense nationale dans le gouvernement de centre droit de Jerzy Buzek, en tant que membre du Parti conservateur-populaire (SKL).
Après son départ du gouvernement, il adhère à la Plate-forme civique (PO), nouveau parti politique libéral, et retrouve son siège de député, élu cette fois dans la circonscription de Varsovie-I. Élu pour la cinquième fois en 2005, désormais dans la circonscription de Varsovie-II, il devient vice-président de la Diète (Sejm) le 26 octobre 2005, après le refus du parti Droit et justice (PiS) de le voir en devenir président.

### À la tête de la Diète
Lors des élections législatives de 2007, qui voient la victoire de la Plate-forme civique, Bronisław Komorowski est réélu député. Il est élu à la présidence de la Diète le 5 novembre 2007, par 292 voix contre 160 à son adversaire de PiS.
Le 27 mars 2010, après le retrait du président du Conseil des ministres Donald Tusk, il est désigné candidat de la Plate-forme civique à l'élection présidentielle prévue à l'autonome, à l'issue d'une élection primaire interne, avec 68,5 % des voix, contre le ministre des Affaires étrangères, Radosław Sikorski.

### Président de la République

#### Période d'intérim

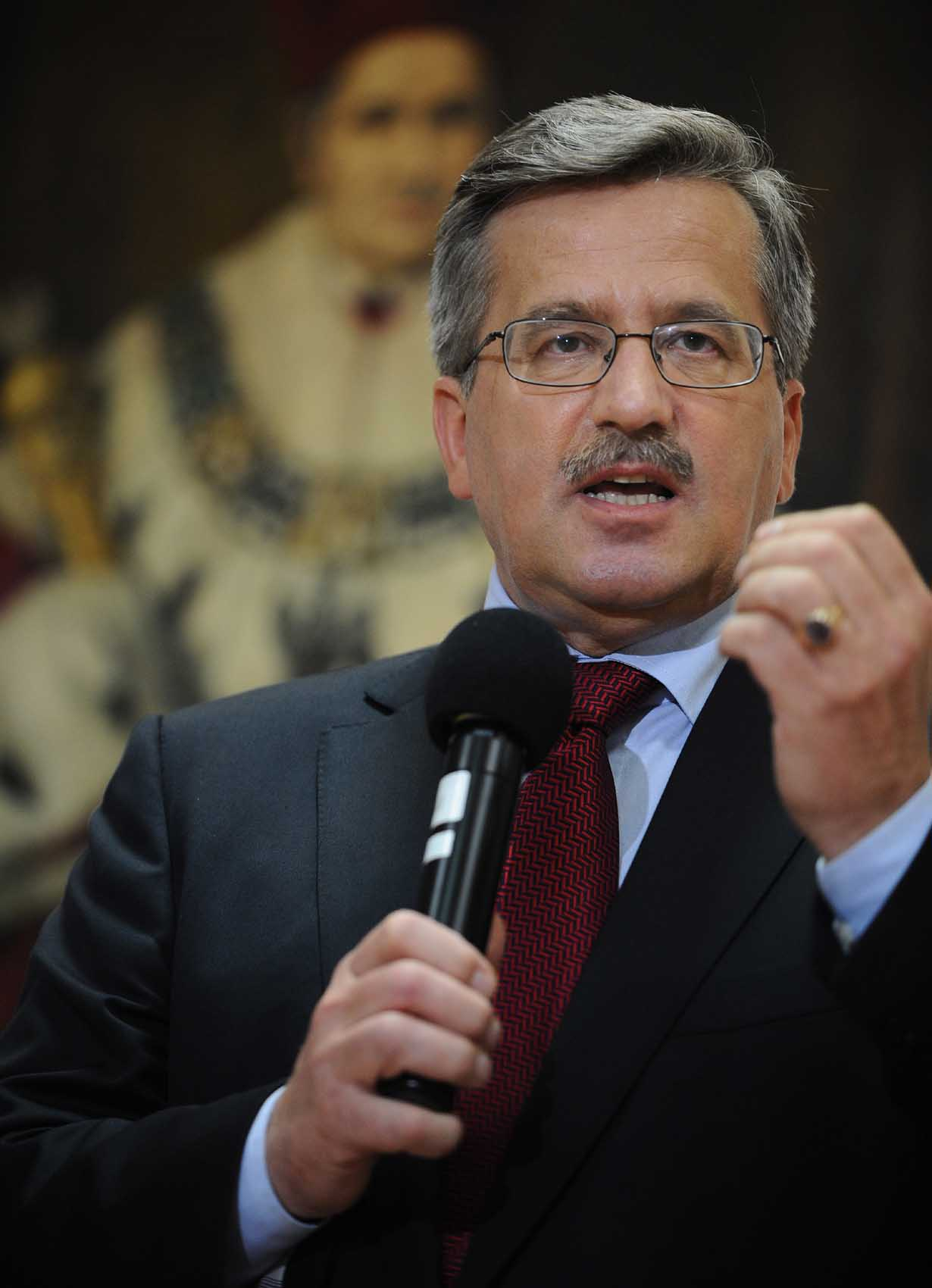
Bronisław Komorowski en 2010.

Le 10 avril 2010, à la suite de la mort du président Lech Kaczyński dans un accident d'avion à l'approche de l'aéroport de Smolensk, Bronisław Komorowski est appelé, par la Constitution, à assumer, ad interim, la fonction de président de la république de Pologne.
Il décrète huit jours de deuil national et fixe, après concertations avec les partis politiques, le premier tour de l'élection présidentielle anticipée au 20 juin.

#### Élection présidentielle de 2010
Désigné avant la catastrophe candidat de la Plate-forme civique à ce scrutin, il est opposé au frère jumeau du président défunt, Jarosław Kaczyński. Il se dit favorable à la poursuite des réformes économiques lancées par le gouvernement Tusk (privatisations d'entreprises publiques, hausse de l'âge légal de départ à la retraite, etc.) et se prononce en faveur de l'adoption de l'euro ainsi que du retrait des soldats polonais engagés en Afghanistan.
Décrit comme peu charismatique par les médias, il arrive en tête du premier tour avec 41,5 % des suffrages exprimés, Jarosław Kaczyński recueillant 36,5 %, puis l’emporte au second tour avec 53 % des suffrages exprimés,. Il déclare alors souhaiter que sa présidence soit celle de l'« entente nationale », afin de mettre fin aux « divisions héritées de l'histoire difficile et douloureuse de la Pologne ».
Il quitte la présidence de la Diète le 8 juillet, et donc la présidence de la République par intérim. Le président du Sénat, Bogdan Borusewicz, lui succède durant quelques heures, avant que Grzegorz Schetyna ne soit élu président de la Diète et ne devienne, à son tour, président par intérim.

#### Président de plein exercice

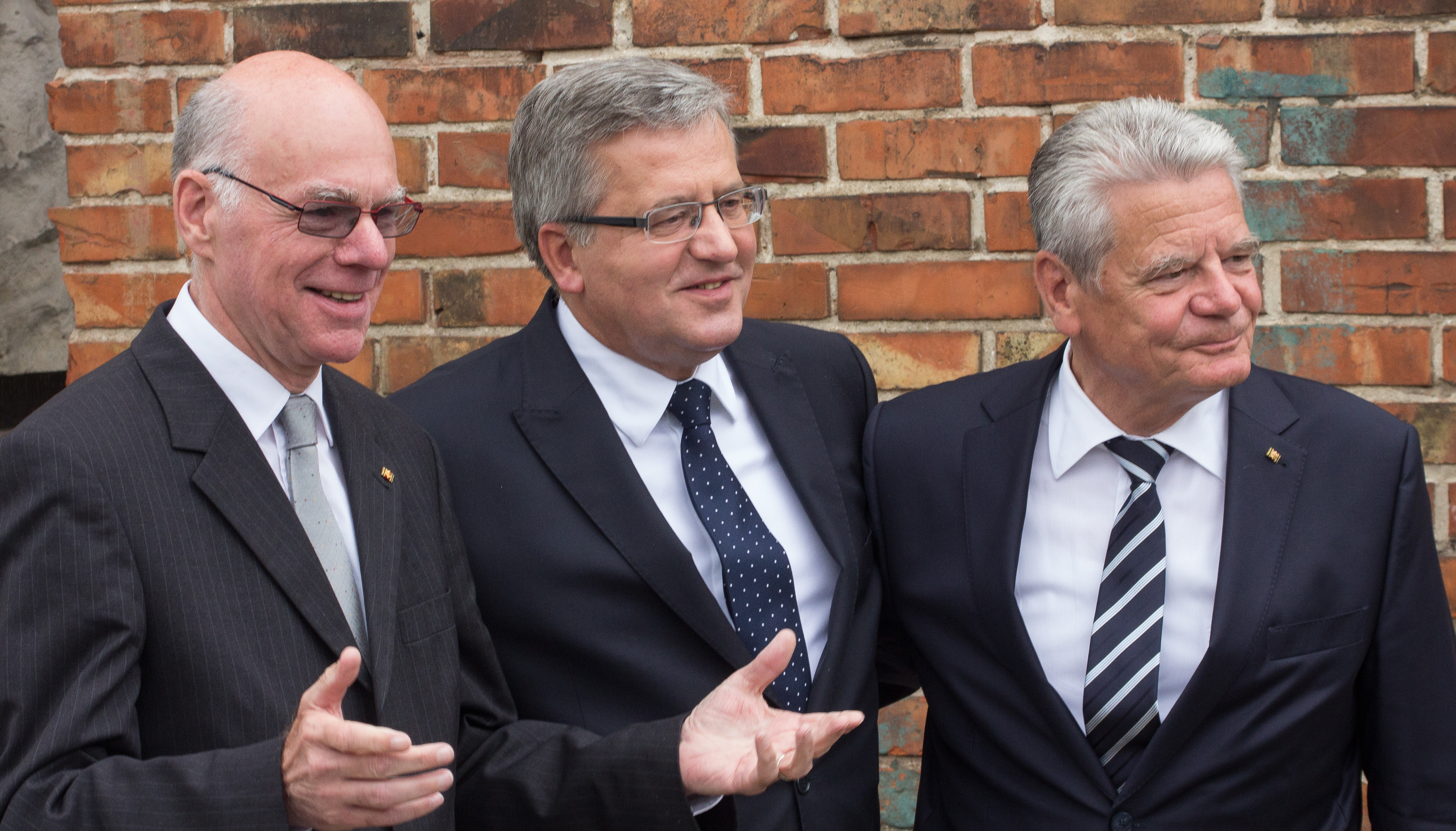
Bronisław Komorowski, Joachim Gauck et Norbert Lammert (2014).

Bronisław Komorowski prête serment le 6 août 2010 devant les deux chambres réunies du Parlement, en l’absence de Jarosław Kaczyński. Après avoir fait respecter une minute de silence en hommage à son prédécesseur, il déclare vouloir « renforcer les relations entre la Russie et la Pologne » et effectuer ses premières visites à Bruxelles, Paris et Berlin « afin de souligner l'engagement européen de la Pologne ».
Le 12 novembre 2010, il dépose un projet d'amendement constitutionnel pour favoriser l'intégration de la Pologne dans la zone euro d'ici à 2015. Le cabinet Tusk avait prévu, dès son arrivée au pouvoir, après les élections de 2007, de faire de l'euro la monnaie du pays. Après la crise économique de 2007-2008, ce projet est repoussé à 2015.
En août 2011, alors que la Pologne préside le Conseil de l'Union européenne, Bronisław Komorowski, après une rencontre à Varsovie avec le président ukrainien Viktor Ianoukovytch, estime que le procès de l'ex-Premier ministre ukrainien Ioulia Tymochenko, jugée pour « abus de pouvoir » dans le cadre de ses fonctions, pourrait représenter « un obstacle » au rapprochement avec l'Ukraine.
Bronisław Komorowski critique sévèrement, en 2012, la collaboration de la Pologne avec les États-Unis sur le projet commun d'un bouclier antimissile, évoquant « une erreur politique » approuvée, en 2008, par son prédécesseur Lech Kaczyński. Le chef de l'État polonais indiqua que la Pologne était disposée à développer son propre bouclier.
Le 15 septembre 2014, après la désignation du chef du gouvernement Donald Tusk à la présidence du Conseil européen, le président Komorowski charge la présidente de la Diète, Ewa Kopacz, soutenue par les partis membres de la coalition au pouvoir, de la constitution d'un nouveau gouvernement.

##### Élection présidentielle de 2015

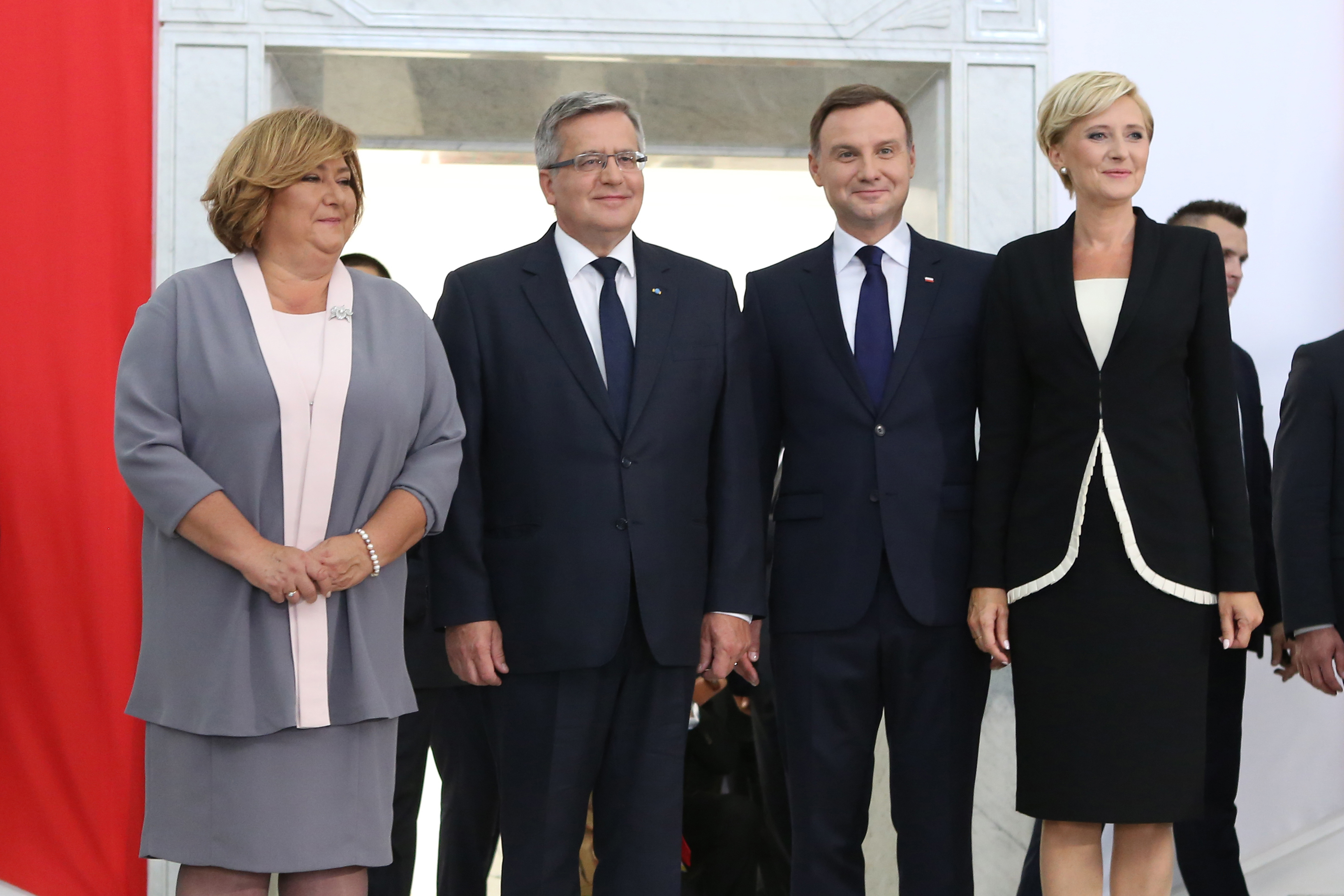
Bronisław Komorowski et son épouse, Anna, lors de la passation de pouvoirs présidentiels avec Andrzej Duda et sa femme, Agata.

Bronisław Komorowski annonce qu’il se porte candidat à sa réélection le 5 février 2015. Sa présidence est alors jugée positivement par une majorité de Polonais et plusieurs études le donnent gagnant du scrutin dès le premier tour.
Sa campagne électorale est axée sur ses prises de position en faveur de la législation de la fécondation in vitro et de la ratification de la Convention sur la lutte contre la violence domestique. Les intentions de vote en sa faveur s'effritent au fil des mois et il est finalement battu au second tour, avec 48,5 % des voix, face au candidat de Droit et justice, Andrzej Duda. Après Lech Wałęsa, il est le second président sortant polonais ayant été battu alors qu'il sollicitait un nouveau quinquennat.
Le 6 août 2015, il transmet ses pouvoirs à Andrzej Duda.

### Après la présidence
En mai 2016, Bronisław Komorowski participe à des manifestations pro-Union européenne et contre le gouvernement de Droit et justice dans le cadre de la crise autour du Tribunal constitutionnel.
Lors de la pandémie de coronavirus, il appelle au boycott du projet (finalement avorté) de présidentielle en mai 2020,.

## Décorations
- Grand-croix des ordres polonais de l’Aigle blanc et Polonia Restituta (en tant que président de la République).
- Grand-croix de l'ordre national de la Légion d'honneur.
- Chevalier grand-croix de l’ordre du Mérite de la République italienne.
- Grand collier de l’ordre de l'Infant Dom Henri.
- Grand officier de l’ordre de Saint-Charles (2012)[27].
- Chevalier de l’ordre des Séraphins.